# Robert de Balsac
Pour les articles homonymes, voir Balsac et Balzac.
Robert de Balsac, parfois écrit Balzac (à St-Géron), baron d'Entraigues,, né en 1440 et mort le 9 mai 1503, est un seigneur français du XVe siècle, proche des rois de France Louis XI, Charles VIII puis Louis XII. Il est sénéchal d'Agenais de 1467 à 1491 (où il obtient les seigneuries de Clermont-Dessus, de Dunes et du quart d'Astaffort sur les confiscations opérées par Louis XI aux dépens de Jean comte d'Armagnac), gouverneur de Pise en 1495, puis de nouveau sénéchal d'Agenais de 1499 à sa mort, capitaine de Tournon et Penne d'Agenais ; il acquiert en Auvergne Saint-Chamant (ou Saint-Amant) vers 1473 (il y fonde une collégiale en 1484).

## Famille
Il est le fils cadet de Jean de Balsac (né vers 1400), et d'Agnès-Jeanne de Chabannes (fille de Robert co-seigneur de Charlus-le-Pailhoux à Saint-Exupéry x Alix/Hélis de Bort ; sœur d'Antoine de Chabannes et de Jacques Ier de Chabannes de La Palice, tous deux Grands maîtres de France, née vers 1412).
Son frère aîné Rauffet de Balsac (v. 1430/1439-1473) est conseiller et chambellan de Louis XI, sénéchal de Nîmes et Beaucaire. Un autre frère est l'évêque, prieur et abbé Antoine de Balsac († 1494).
Comme il est de coutume, les bâtards nobles sont destinés au combat. C'est ainsi que Robert de Balsac incorpore dans sa compagnie 8 % de bâtards ; le « Bâtard de Balsac », son parent, en est le lieutenant.
Robert est lui-même le père de trois filles naturelles, dont Jeanne x François Rigaud de la Vayssière, fils de Pierre.
Le 30 octobre 1474, Robert de Balsac, veuf de sa 1re femme et cousine germaine Anne de Chabannes (fille d'Antoine, comtes de Dammartin), épouse Antoinette de Castelnau-Bretenoux-Caylus, fille d'Antoine († 1465) baron de St-Côme et Calmont et de Catherine de Chauvigny fille de Guy II baron de Châteauroux vicomte de Brosse, avec qui il a six enfants, dont :
- Jeanne de Balsac (1476-1559), qui accompagne son père en Italie, épouse Amaury de Montal en 1496 et fait transformer le château acquis par son père en une demeure inspirée de la Renaissance italienne
- Louise, femme de Charles de Brillac d'Argy (aux marges de la Touraine et du Berry, à côté de Buzançais)
- Antoinette, femme de Gabriel de Nozières-Montal, bailli des Montagnes d'Auvergne
- Pierre de Balsac, né en 1479[3] et mort en 1531[5], héritier principal des Balsac d'Entraigues, enlève en 1506 sa petite-cousine Anne Malet de Graville, fille de l'amiral, dame de Bois-Malesherbes, Menetou-Salon, Montaigu-La-Brisette, Paulhac (petite-fille de Rauffet II ci-dessus) pour l'épouser[8] ; seigneur de Clermont et  Dunes en héritage de son père Robert, capitaine dès 1494 de Tournon et Penne-d'Agenais comme son père, et plus tard de Corbeil et Fontainebleau.

La femme de Robert meurt en 1494, trois jours après son départ pour l'Italie, et il épouse Lancia Fabri, issue d'une importante famille pisane (suivant les sources, est la fille de « Laurent Fabri », la sœur de « Ludovic Fabri », voire la fille du gonfalonnier de justice florentin), de qui il a trois enfants,, dont plusieurs chevaliers du Saint-Esprit. D'autres sources parlent d'une liaison à Pise avec Gabriella Del Lante, fille de Luca Del Lante, gentilhomme pisan,.
Son écu est à trois sautoirs brisés d'une croisette sous un chef chargé de trois autres sautoirs.

## Carrière
Il est d'abord au service de Charles de France (1446-1472), duc de Guyenne et frère du roi, qui :
- lui donne, le 24 février 1463, la terre de Clermont-Soubiran[7][réf. à confirmer]
- obtient de son frère Louis XI une recommandation, en 1464, à Francesco Sforza, duc de Milan[4] où il reste trois ans[7]
- le fait sénéchal d'Agenais[4] dès 1467, à son retour d'Italie[7].
- le prend comme chambellan et capitaine, au moins entre 1468 et 1472[5],[7]. À ce titre il participe comme son frère à l'offensive de 1469 de Louis XI contre Jean V d'Armagnac[7]. En 1471, il obtient ainsi, comme son aîné, des seigneuries confisquées au comte d'Armagnac : Dunes, Malause et Tournon[4].

Après la mort du duc de Guyenne en 1472, sa carrière suit celle de Rauffet auprès de Louis XI qui :
- le prend comme chambellan et conseiller (comme l'était son frère)[7]
- le confirme dans son titre de sénéchal d'Agenais (la Guyenne étant revenue au roi)[7]
- l'envoie avec son frère au siège de Lectoure de 1473 qui voit la mort de Jean V d'Armagnac[4].

Une rumeur affirme que les deux frères, et particulièrement Robert, ne sont pas étrangers à l'assassinat du comte d'Armagnac, qu'ils haïssent, en dépit de la parole donnée. Ils y avaient intérêt, du fait des terres confisquées qu'ils avaient récupérées, et que toute réconciliation aurait compromises. En 1484, Robert de Balsac est même formellement accusé de l'assassinat par Guillaume de Sabrevois.
Cependant, Louis XI apprécie Robert de Balsac bien moins que son aîné (lequel meurt en 1473) : bien que s'étant battu pour le roi en 1475 à Vezelay et à Condom, il fait partie des seigneurs disgraciés avec son oncle Antoine de Chabannes. En 1479, il est même poursuivi criminellement, ayant été impliqué par Jacques d'Armagnac, mais les charges finissent par être abandonnées. Il repart quelque temps en Italie.
L'avènement de Charles VIII en 1483 met fin à ces disgrâces, et Robert de Balsac revient à temps pour le sacre du 30 mai 1484. La régente Anne de Beaujeu le confirme comme sénéchal et capitaine. Il participe ainsi à la guerre folle : il lutte contre Alain d'Albret en 1487, participe au siège de Fougères de juillet 1488 ainsi qu'à la bataille de Saint-Aubin-du-Cormier, la même année, comme lieutenant de Louis II de La Trémoille.
Après la majorité du roi, il suit ce dernier en Italie en 1494 et l'aide à l'alliance avec Pise, grâce à la famille de sa nouvelle femme, pisane ou florentine. Charles VIII entame une retraite depuis Naples, en direction de la France ; dans ce cadre, en mai 1495, « Ruffes, seigneur d'Entraigues et de Dunes » (confondu avec son frère) est mentionné comme commandant 600 gens de pied. Charles VIII ayant pris des engagements, il doit laisser des troupes en Toscane. Il veut complaire aux Pisans, dont le sort a ému certains capitaines français, notamment le comte de Ligny et Robert de Balsac, afin de gagner du temps face aux demandes de restitution de Florence.
En juin 1495, Robert de Balsac est donc nommé gouverneur des citadelles de Pise et de Librafatta, de celles de Pietrasanta et de Mutrone, et ses proches obtiennent celles de Sarzane et de Sarzanello,,. Grisé par sa nouvelle position, amoureux d'une Pisane (voir plus haut), il promet aux Pisans, moyennement finance, de les défendre contre Florence et de mourir dans la ville. Affirmant avoir reçu des instructions secrètes, il refuse l'ordre de Charles VIII d'évacuer la citadelle, comme ce dernier l'avait arrangé avec Florence, ce qui met le roi dans une position difficile, tant du point de vue de l'honneur que du point de vue financier. Le 15 septembre 1495, Robert de Balsac empêche Florence de prendre la ville en faisant tirer au canon depuis la forteresse. Le 20 septembre, il obtient des Pisans qu'ils payent la solde de la garnison, s'engageant à ne rester que 100 jours. À l'échéance, le 1er janvier 1496, pour sauver les apparences, il leur fait prêter serment de fidélité au roi de France, se fait payer (12 000 ducats pour lui, 8 000 pour les soldats) et leur livre donc la citadelle, que les Pisans rasent. Le 26 février, il vend Sarzane et Sarzanello 24 000 florins aux Genois. Le 30 mars, le bâtard de Roussi, son lieutenant, vend Pietrasanta à Lucques, pour 30 000 florins. Il s'attire ainsi à la fois les reproches des Pisans et de Charles VIII.
Il reste encore deux ans en Italie, réfugié dans un monastère, jusqu'à la mort du roi,. Il se rapproche de Louis II d'Orléans, qui succède à Charles VIII, mort sans enfants. À son avènement, en 1498, Louis XII le remercie en lui octroyant une pension. En 1499, il est de nouveau sénéchal d'Agenais.
En 1502, il publie un traité sur l'art de la guerre, La Nef des princes, où il défend le concept de guerre juste (" le prince doit aviser s'il y a bonne et juste querelle, pour mettre Dieu et la raison pour lui ") : voir ci-après.
Mort le 9 mai 1503, il est enterré dans le cœur de la collégiale de Saint-Chamant, nouvellement achevée, qu'il a fait construire (en expiation de l'assassinat du comte d'Armagnac, dit-on), conjointement à un donjon.

## Œuvres
- La Nef des princes et des batailles de noblesse, sous-titré « avec le chemin pour aller à l'ospital et aultres enseignemens utilz et proffitables à toutes manières de gens pour congnoistre à bien vivre et mourir, dedyés et envoyés à divers prélatz et seigneurs ainsi qu'on pourra trouver cy après » Lire sur Gallica, traité sur l'art de la guerre, terminé en 1502 pour l'instruction du roi de France, mais dont une version a été faite pour Henry VIII, roi d'Angleterre, aujourd'hui en possession de la British Library[23]. Il a été édité en 1887 par Philippe Tamizey de Larroque.